# 7493 Hirzo
7493 Hirzo (1995 US2) là một tiểu hành tinh vành đai chính được phát hiện ngày 24 tháng 10 năm 1995 bởi Ticha, J. ở Klet.